# 記憶の汚染
「記憶の汚染」とは、実際には起こっていないはずの出来事を本当の出来事として思い込んだり、体験した出来事について、事後情報によって、記憶が変わってしまうこと。
本人は「嘘をついている」という認識がなく、「誤った記憶」を悪意なく述べている。
マクマーティン保育園裁判では、記憶が汚染され、ペニスの中にペニスを突っ込まれたという被害申告をした子供もいた。
記憶の汚染で作られた記憶を過誤記憶（偽りの記憶、虚偽記憶）と呼ぶ。

## 概要
マクマーティン保育園裁判など、1980年代に欧米では、誘導的な聴き取りの影響から、体験のない性的被害についても、実際に体験したと思い込み被害申告をする事例が多く見られた。
その後、世界各地で同様の性被害の冤罪事件が起こり、記憶の汚染の研究が始まった。その過程で、記憶を汚染してしまう聴き取り方法も明らかとなってきている。

## 記憶を汚染する聴き取りの例
記憶を汚染する聴き取りの例を紹介していく。
クローズド質問（誘導質問）
- ○○が叩いたの？
- ○○に触られたの、触られてないの？
- （手をかざして）ここを叩かれたの？

圧力・誘導
- ○○のお母さんから聞いたけど××に叩かれたの？
- みんなそう言っているけど、××に叩かれたの？
- 身体図やアナトミカルドール（人形）を使用する
- 写真を見せる

言い換え
- （当たったと答えているのに）「叩かれたのね」と言い換える

暗示
- どんな模様のＴシャツ着ていた？
- （身体図を示して）どこを叩かれたの？
- アナトミカルドール（性器を備えた人形）を用いて、どこを触られたの？

繰り返し
- 「叩かれたのね」と繰り返す

このような聴き取りがあると、体験したことがない出来事を報告したり、偽りの記憶が作られてしまう。
特に、子供はこのような聴き取りの影響で、次に話すときには「事実」であるかのように報告してしまう特徴がある。

## 権威効果
社会対人関係の差が大きいと記憶は汚染されやすい。
例えば、大人や子供、医者と患者、先生と子供、警察官と取り調べを受ける人など、社会対人関係の差が大きい。
この差が大きいと、権威のある上の立場の人から、下の立場である子供などは、上の立場の人の話に影響を受けて記憶が汚染されてしまいやすい。
無意識のうちに、下の立場の人は、権威のある上の立場の話を正しいと思っているからである。

## 人物が変わることもある
Morgan(2013)は、軍人が戦争捕虜の体験をする訓練で、次のような実験を行った。
この研究には800名を超える軍人が参加した。
尋問の間、軍人は尋問官とずっと目を合わせるように指示をされた。
尋問は30分間行い、殴られたり、暴言を吐かれるなどの行為をされる。
尋問後、別の人物がやってきて、先ほどの尋問官に関する誤情報を伝える。
例えば、銃を持っていなかったのに、銃を持っていた、髪型がスキンヘッドだったなど。
その後、サバイバル訓練を受け、最後に尋問官の写真を選ばせた。
誤情報を与えられたグループでは、91％の人が間違えた写真を選択した。
30分も顔を合わせていて、殴られたり、暴言を浴びせられる特徴的な体験でも、人物が変わってしまうことが明らかとなった。
また、1985年に起きた、板橋女児わいせつ事件では、小学校４年生の女子児童がわいせつ被害に遭ったと被害申告をした。
その後、母親、周りの大人、友人の影響から、近くに住む外国人風の男性が犯人だと思い込むようになった。
周りからの影響で、人物が変わってしまい、思い込んでしまうこともある。

## ソースモニタリングのエラー
ソースモニタリングのエラー（情報源の理解の誤り）から、想像した出来事やイメージを誤解釈することも、記憶の汚染の要因になる。
特に、その顔をどこで見たという記憶は、勘違いしやすい。
例えば、鉄道の切符売り場に銃を持った男性が現金を奪った事件があった。その際に警察の捜査で、駅員は犯人の男性としてある水兵の写真を選んだ。しかし、水兵にはアリバイがあり犯人ではなかった。水兵がこの駅で駅員から切符を複数回購入しており、駅員は普段から印象に残っていた。
また、子供が保育園でおしっこを漏らしてしまい、保育士に着替えさせてもらった。その後、子供は母親に着替えやシャワーで体を洗ったのは「担任の保育士」と答えた。後日、母親は担任の保育士にお礼を言いに行ったところ、担任の保育士はおしっこの片づけや他の子供の対応をしており、担任以外の別の保育士が対応していたことが明らかとなった。
このように、実際に見た場所ではなく、別の機会で見たことと無意識のうちに混同し、偽りの記憶が形成されてしまうこともある。

## ネガティブな出来事の方が記憶が汚染されやすい
Otgaar(2008)の研究において、ニュートラルな記憶とネガティブな出来事の記憶について、どちらが埋め込みやすいか実験を行った。
小学校2年生の児童76人に対して、教室の引っ越し（ニュートラルな出来事）と、先生に隣の人の答えを写すなと注意（ネガティブな出来事）の記憶が埋め込まれるか実験した。
その結果、子供たちは、聴き取りの1回目にニュートラルな出来事は50％、ネガティブな出来事は75％、2回目にはニュートラルな出来事は60％、ネガティブな出来事は90％が実際に起きた出来事だと報告した。
いずれの出来事も、小学校1年生の時に体験したことが無い出来事である。実験結果からわかるように、ネガティブな出来事（嫌な出来事）の方が、偽りの記憶を埋め込みやすい。
トラウマや体験したことがない性的被害や虐待等の、偽りの記憶が埋め込まれやすいのも、この効果が影響している。

## 子供は記憶が汚染されやすい
子供は大人と比べて記憶が汚染されやすい特徴がある。
理由としては、子供は被暗示性が強く、周りから質問や得られた内容でも、自らの考えや体験であるかのように思い込んでしまいやすい特徴がある。
子供の被暗示性が高い原因としては、
①エピソード記憶が確立していない
②ソースモニタリングのエラー（情報源の理解）が苦手で、自分で体験したことなのか、テレビで見たことなのか、他者から聞いた話などを区別がつきにくい
③大人の庇護のもとで生活をしているので、大人に迎合しやすい
と指摘されている。
このような理由から、子供は体験したことがない出来事を報告したり、
体験したことがない出来事を実体験として記憶をしてしまいやすい特徴がある。

## 記憶の汚染と司法面接
記憶を汚染しないためには、話を繰り返し聞かない、誘導的な聴き取りをしないことが不可欠である。
例えば、虐待が疑われる子供に対して、教師、警察、児童相談所と何度も話を聞くことは避けなければならない。
日本では、子供からの聴き取りは司法面接という手法で聴き取りを行っている。
負担を減らすために、誘導性のない司法面接（協同面接、代表者聴取）を1回だけ行う。
日本で行われている司法面接は、誘導的な質問を行わずに自由報告で聴き取っている。
また、アナトミカルドール（性器を備えた人形）、身体図、写真などの補助物は誘導になるため、出来事の説明に使用しない。
プロトコルを遵守して司法面接を行えば、記憶が汚染されてしまうことは避けることができる。
しかし、司法面接が正しい方法で行われても、司法面接を受けるまでの記憶の汚染は取り除けるわけではない。
司法面接までに、何らかの影響で記憶の汚染があった場合、適切な方法で行っても、汚染された偽りの記憶しか検出できない。
司法面接は、正確な方法で聞き取るものであって、「正確な事実を引き出せる魔法の鏡」ではない。
実体験と断定するには、客観的な証拠と照合させて判断する以外に方法はない。

## 実体験か偽りの記憶か見抜く方法
話している様子だけでは、実体験なのか、記憶が汚染された偽りの記憶なのかは、見抜くことはできない。
アメリカでは、カウンセラーなど普段から子供と関わっている大人に、映像を見て嘘をついている子供を見分けられるか実験した。
カウンセラーなどの専門家は、作り話と実際に起きた事実であるかを見分けることに、自信満々だったが、見分けることができなかった。
さらに、カウンセラーたちが最も正確な事実を報告していると判断した子供が、最も話を脚色して体験していない出来事を語っていた。
記憶研究の第一人者エリザベス・ロフタス博士は「記憶を尋ねられたとき、生き生きとした詳しい状況が確信とともに語られたとしても、必ずしもその出来事が実際に起きたとは限らない」と指摘している。
普段から子供と関わっている大人でさえ見抜けないので、子供の話している様子や表情以外で判断する必要がある。
実体験か偽りの記憶かを見抜くには以下の方法が考えられる。
客観的な証拠と照合
話している内容が客観的な証拠に沿うのならば、実体験を話していると判断できる。（例：防犯カメラの映像に写っている）
一方で、客観的な証拠と矛盾する場合は記憶が汚染されていると判断できる。（例：DNA型が一致しない）
常識と相反しないか
常識的に考えられない話をしていれば、偽の記憶と判断できる。（例：魔法で空を飛んだよ）
具体的性
子供の場合、話が具体的なのかも判断の基準になる。
例えば、叩かれた子供に対して、どんな感じだったと聞いた場合に「痛かった」と答えても本当の記憶とは断定できないが、「痛くなかった」と答えた場合、記憶が汚染されていると判断できる。
他にも、性的被害を訴える子供に対して、触られた時の感覚を尋ね、「わからない」と答えた場合には、記憶が汚染されていると判断できる。
心理状況
心理状況も判断基準となる。
例えば、保育士から暴行を受けたと子供が被害申告をして、調査のために保育士が自宅待機になった。
子供が、「先生が来なくなったから嬉しい」と話していれば、本当に遭った出来事の可能性は高まる。
一方で、子供が「先生もう来ないのかな」など心配をしている場合、体験と感情が矛盾していて、記憶が汚染されていると判断することができる。
話に一貫性があるか
特徴的な部分が、話す相手によって変わる場合は、記憶が汚染されていると判断できる。（例：救急車に乗った回数が、3回、4回、1回と変わるなど）

## 記憶の汚染を取り除く方法
汚染された偽りの記憶を消す方法は開発されていない。
近年は、個人のアイデンティティーに関わるために、偽りの記憶を植え付ける実験は、倫理的な問題とされ行われなくなっている。
記憶の汚染により、偽りの記憶が作られた場合、新たに別の出来事の記憶（本当の出来事）で上書きをし、記憶を書き換える以外に方法は無い。

## 海外での事例
ウィー保育園事件
保育園の教員であるマーガレット・ケリー・マイケルズ（女性）は、園に通う3歳から5歳の20人の子供に対して性的虐待を行ったとして、1988年8月2日に115の罪で有罪となり、47年の服役を命じられた。
当時、保育園に通っていた子供が病院で肛門で熱を測った際に、「先生がしたのと同じだ」から事件は始まった。この話を聞いた医師は、児童保護局に通告した。
子供たちに対して、アナトミカルドール（性器を備えた人形）を使用して、出来事を話すように面接を行った。
子供は、アナトミカルドールの肛門に指を入れたりして、先生に指などを入れられたと説明した。
他にも、先生が子供の性器にピーナッツバターを付けて舐めた、裸でピアノを弾いた、マイケルズの尿を子供に飲ませた、先生のうんちから作られたケーキを食べるように強制した、先生がナイフ、フォーク、レゴブロックなどで強姦したり膣を貫通させたなどの被害申告があった。
いずれも、裏付ける証拠は存在しなかった。
1993年3月、5年間の懲役の後、マイケルズは、子供への面接が不適切だったため、子供は体験したことがない性被害の申告をしていると控訴審で無罪となった。
記憶研究の専門家である、マギー・ブラックとスティーブン・シシが分析したところ、アナトミカルドール（性器を備えた人形）を出来事の説明に使用したこと、
質問者の誘導や繰り返しの質問が、子供たちから、体験したことが無い性被害を引き出した原因であると指摘している。
オールド・カトラー事件
14歳の少年が、子供に性的虐待をしたと疑いを掛けられた。
ある子供が、「僕を投げてキャッチする、怖い遊びをする人がいる」と、カウンセラーに訴えた。
話を聞いたカウンセラーは、裏に性虐待が隠れていると考え、アナトミカルドール（性器を備えた人形）を使用して、子供から話を聞いていった。
その結果、子供は性虐待があったと報告して、他にもされている子供がいるとも報告した。
母親は、名前が出た子供にもカウンセリングを受けるように伝え、他の子供も14歳の少年に性的虐待をされたと報告した。
14歳の少年は裁判に掛けられたが、アナトミカルドール（性器を備えた人形）を使用したり、誘導的な聴き取りで子供が体験したことがない性被害を訴えたとして、無罪になった。
なお、有罪だった場合は、一生釈放されない終身刑になる予定であった。

いずれの事件でも、誘導的な聴き取りや、アナトミカルドール（性器を備えた人形）を用いて出来事の説明させることが、体験したことがない性被害を引き出した原因となっている。
ニュージーランド起きたエリス事件でも、アナトミカルドール（性器を備えた人形）を用いた聴き取りが問題とされ、2021年10月に裁判のやり直しが行われている。
Poole, D. A., & Bruck, M. (2012)など、アナトミカルドール（性器を備えた人形）が誤った情報を引き出すのが研究で明らかとなり、聴き取りで人形を使用することは、アメリカでは2016年に使用を控えている。

## 日本での事例
日本では2012年12月に小学校1年生の女子児童2名が、担任の教員から陰部を直接触られたと被害申告をした冤罪事件が起きた。
いずれも、母親や捜査機関で「先生に体を触られたの？」「先生におまたを触られたの？」と具体的な聴き取りが行われて、体験したことがない性被害の記憶が作られた。
実際、子供の証言を裏付ける証拠は一切出てこなかった。
また、子供の被害証言しか存在しないこと、クラスにいた別の児童3名が「先生が触っているのは見たことは無い」と証言したため、性的被害が実際には無かった出来事だと明らかとなった。
裁判所も「捜査機関の取り調べや、母親との会話の中で触られたという供述がつくられた」と判断した。
担任の教員も取材で指摘しているように、母親や捜査機関に悪意があったのではなく、「ただ単純に子供が心配で子供を純粋に守りたいという」善意の想いから起きた事件である。
被害申告をしている子供たちは嘘をついている認識がなく、周りの大人は本当の出来事を話しているように見えるので、本当に被害に遭っていると勘違いして、
マクマーティン保育園裁判に見られるような、集団ヒステリーが起きてしまいやすい。
この事件を契機に、日本では2018年から司法面接（代表者聴取、協同面接）での聴き取りを推進するようになった。

## 活用例
記憶の汚染はトラウマの体験だけではなく、プラスの影響を与えることもできる。
例えば、肥満体型の子供に対して、食べ物を食べすぎることでお腹を壊すという、偽りの記憶を植え付ける。肥満の子供は、食べる量を減らすようになり、健康の増進に繋がる。